# وليد غلمية
وليد غلمية (1938 في مرجعيون - 7 يونيو 2011 بيروت)، موسيقار وعازف لبناني ورئيس المعهد الوطني العالي للموسيقى حتى وفاته.

## سيرة
ولد وليد جورج غلمية في بلدة مرجعيون (جنوب لبنان) وبها عاش طفولته وتابع دراسته الأولى، في سن 6 سنوات توفي والده فتسلّمت والدته مسؤولية رعايته هو وأخوه، بدأ في دراسة الموسيقى في سن مبكر، وأتقن العزف على الكمان.

## نشاطه الثقافي والفني
بدأ غلمية التأليف الموسيقي الاحترافي في العام 1963 عندما كُلِّف بمهرجانات بعلبك الدولية. وأصدر أُولى أسطواناته العزْفيّة في العام 1968. فأولى مشاركاته في مهرجانات بعلبك بدأت في سنة 1963، ومن ثم في سنتي 1967 و 1968 تباعاً. كذلك كان له دور فاعل في برنامج «إستوديو الفن» للمخرج سيمون أسمر منذ إطلاقه في سنة 1973.
سافر غلمية إلى الولايات المتحدة حيث نال الماجستير في قيادة الأوركسترا من جامعة كنساس، كذلك الماجستير في التأليف الموسيقي، ومن ثم الدكتوراه في العلوم الموسيقية من الجامعة نفسها وكان عنوان أطروحته: «التأليف الموسيقي في الشرق الأوسط منذ ما قبل المسيح حتى اليوم».. وفي ما بعد حاضر في الجامعة التي درس فيها، وأسس فيها دائرة الموسيقى العربية. له العديد من الكتابات والنشاطات الثقافية والفنية، وكان من ضمن المساهمين بتأسيس مجلة الحداثة اللبنانية مع رئيس تحريرها وصاحبها فرحان صالح في العام 1994. كذلك كان عضوًا في المجامع العلمية الموسيقية العربية والأجنبية والدولية.
تولى غلمية رئاسة المعهد الوطني العالي للموسيقى في العام 1991، وله العديد من المؤلفات الموسيقية التصويرية لأفلام لبنانية منها لمارون بغدادي وبرهان علوية وغيرها. كما كتب الموسيقى لعدد من المخرجين المسرحيين في لبنان. وغنى من ألحانه العديد من الفنانين، منهم: صباح، ونصري شمس الدين، جوزيف عازار، وسمير يزبك “وعصام رجي …
كما تعاون في وضع الموسيقى لرقصات فرقة كركلا ومنها: "الخيامط (1978)، و"طلقة نور" (1980)، و"حكاية كل زمان" (1982)، و"حلم ليلة شرق" (1992)، و"إليسا ملكة قرطاج" (1995).

## أعماله
لغلمية العديد من الأعمال الفنية والكتابات الموسيقية، فقد أحصت الباحثة جيزيل بو سمعان عيد في كتابها «الموسيقار وليد غلمية» (2013) نحو 320 عملاً موسيقياً مؤلفاً لغلمية وثمة تسجيلات استحال الوصول إليها. ومن أعماله:

### الموسيقية التأليفية
- ست سمفونيات، منها:
  - القادسية
  - المتنبي
  - اليرموك
  - الشهيد - 1981 (وضعها بتكليف من وزارة الثقافة العراقية)
  - القطار الأخضر (عمل ملحمي)
  - الفجر - 2007 [10]
- ثلاث موسيقات «ذات البرنامج»، منها: «رقصات» من ليبيا، وفي فلسطينيات: «نشيد الجبهة»، و«نشيد الرفض»، و«نشيد الثورة»، بتكليف من الجبهة الشعبية لتحرير فلسطين.
- موسيقات تصويرية أوركسترالية عديدة.
- موسيقات أفلام سينمائية ومسرحيات ومقطوعات متنوعة وعديدة، منها:

#### في الموسيقى المسرحية
- وضْع موسيقى مسرحية «الشلال» لروميو لحود وكان من أَلحانه أغنياتٌ لصباح، منها: «يسلم لنا لبنان جنة أَمانينا» (شعر يونس الابن)- 1963
- «نشيد الفدائي» لمسرحية «مجدليون» (إخراج روجيه عساف)- 1965
- «أَعرب ما يلي» - 1970، و«ميخائيل نعيمة» - 1978، و«جبران» - 1981، و”الوطواط” - 1983، و«بلا لعب يا ولاد» - 1992 (من إِخراج يعقوب الشدراوي)
- ”الستارة” لرضا كبريت وميشال نبعة - 1973
- «شربل» (إِخراج ريمون جبارة) - 1977
- «الزنزلخت» (لعصام محفوظ) - 1965

#### في الموسيقى الشعرية
- موسيقى كتاب «قوافل الزمان» شِعر توفيق يوسف عواد
- موسيقى كتاب «أَنا الأَلِف» شِعر حسن عبد الله
- ملحمة «القطار الأَخضر» شِعر سليمان العيسى (سوريا).
- لحن من كلمات سعيد عقل “قبلك ما كان وجود” وغنتها فيكي كرابيديان

#### في موسيقى الأفلام
- فيلم «كفرقاسم» لبرهان علوية - 1974
- فيلم «بيروت يا بيروت» لمارون بغدادي - 1975
- «القادسية» لصلاح أبو سيف - 1978
- الفيلم الأميركي “جواز سفر إلى أوبلفيون” (1965)
- الفيلم الكندي “سر الحياة”

### الموسيقية الغنائية
- مهرجانات بعلبك الدولية في الأعوام 1963 – 67 – 68.
- مهرجانات جبيل في عامي: 1970 – 1971.
- مهرجان الأرز: 1965.
- مهرجان «نهر الوفا»: 1965.
- أرض الفراتين وهو النشيد الوطني السابق لجمهورية العراق من 1981 إلى 2003.
- في الأعوام: 1983 و 1984 و 1994 كان قائداً للفرقة الموسيقية لفيروز في جرش وأستراليا وساحة البرج في بيروت.[7]

## تكريم وجوائز
حاز الدكتور وليد غلمية الجائزة الأولى في كندا عن مقطوعة اسمها “الحياة الفائضة”. ونال في العام 1993 وساماً وطنياً من رتبة فارس. ووسام بولس وبطرس من البطريرك هزيم تقديرًا لأعماله الرائعة. ونال في العام 2006 وسام الشرف المذهب من النمسا. وفي العام 2011 وبعد وفاته، حاز وسام الأرز الوطني من مرتبة كومندوز.
في العام 2011 أقيم احتفال تكريمي لذكرى المؤلف الموسيقي الدكتور وليد غلمية، بعنوان “الكبار لا يرحلون، وليد غلمية.. الصوت والصدى”، أقامته أندية وجمعيات ثقافية واجتماعية ورياضية وثقافية في منطقتي مرجعيون وحاصبيا.
في العام 2012 قدم مهرجان «أبو ظبي 2012» جائزته إلى «المؤلف الموسيقي وقائد الأوركسترا اللبناني وليد غلميه».
في العام 2017، وبالتعاون مع وزارة الثقافة في لبنان، نظِّم مهرجان الجامعة الأميركية في بيروت لبرنامج زكي ناصيف للموسيقى «لنتذكر ونستكشف»، والمعهد الوطني العالي للموسيقى في بيروت، أمسية موسيقية تحت عنوان «تحية لوليد غلمية». وكان الجامعة الأميركية قد تسلمت في الوقت نفسه، الأوراق الأرشيفية وأعمال غلمية، (خريج الجامعة في الرياضيات)، لتكون بأمانتها، قدمتها أرملته إلهام غلمية هبة تحقيقا لرغبته. وحفظت المجموعة في قسم المحفوظات والمجموعات الخاصة في مكتبة يافث التذكارية في الجامعة.

## وفاته
توفي وليد غلمية بعد صراع طويل مع مرض سرطان الكبد في 7 حزيران (يونيو) 2011 في مستشفى الجامعة الأميركية حيث كان يعالج. ودُفٍن في مسقط رأسه مرجعيون. وكانت آخر مشاركاته في مهرجانات بيت الدين قائداً للأوركسترا الفلهارمونية اللبنانية المؤلفة من 115 عازفًا.

## روابط خارجية
- وليد غلمية على موقع ميوزك برينز (الإنجليزية)
- وليد غلمية على موقع ديسكوغز (الإنجليزية)